# Clemens III
Clemens III (latin den milde), född Paolo Scolari i Rom, död 27 mars 1191, var påve från den 19 december 1187 till sin död, 27 mars 1191.

## Biografi
Clemens III var vid sitt val 1187 kardinalbiskop av Praeneste, nuvarande Palestrina. Han valdes två dagar efter att Gregorius VIII avlidit i Pisa. Clemens återförde 1188 påvestolen från Pisa till Rom, avslöt 31 maj samma år en förlikning med romarna och tillsättning av magistrater, och lyckades 1189 återställa freden mellan kyrkan och kejsardömet. 
Endast några månader före Clemens val hade Saladin slagit de kristna i slaget vid Hattin och intagit kungadömet Jerusalem. Clemens satte sig nu i spetsen för korstågsrörelsen och förmådde Fredrik Barbarossa, Filip II August och Rikard Lejonhjärta att ta korset (1188). Clemens avled emellertid i mars 1191, utan att ha upplevt tredje korstågets utgång. 
Han lösgjorde skotska kyrkan från metropoliten i York, och ställde den direkt under påvestolen.